# Andrés Torres Queiruga
Andrés Torres Queiruga (Ribeira, Galiza, 1940) é um teólogo e escritor galego.
Realizou estudos no seminário de Santiago de Compostela e na Universidade de Comillas, passou dois anos em Roma realizando a sua tese. 
Foi professor de Teologia no Instituto Teolóxico compostelá e de Filosofia da Religião na Universidade de Santiago de Compostela. 
É membro da Real Academia Galega e do Consello da Cultura Galega; foi um dos fundadores e diretor da revista Encrucillada.

## Obras
- Teoloxía e sociedade, Vigo, 1974.
- Constitución y evolución del dogma: la teoría de Amor Ruibal y su aportación, Madrid, 1977
- Recupera-la salvación, Vigo, 1977.
- Nova aproximación a unha filosofía da saudade, Vigo, 1981.
- A revelación como maieútica histórica, Vigo, 1984.
- Rolda de ideas, 1984.
- A revelación de Deus na realización do home, Vigo, 1985.
- Creo en Deus Pai. O Deus de Xesús e a autonomía humana, Vigo, 1986.
- Noción, religación, trascendencia. O coñecemento de Deus en Amor Ruibal e Xavier Zubiri, A Coruña, 1990.
- Recupera-la creación. Por unha relixión humanizadora, Vigo, 1996. Premio Losada Diéguez 1997.
- Fin del cristianismo premoderno. Retos hacia un nuevo horizonte, Santander, 2000.
- Repensar a resurrección. A diferencia cristiá na continuidade das relixións e da cultura, Vigo, 2002.
- Para unha filosofía da saudade, Ourense, 2003.

## Edições no Brasil
- Creio em Deus Pai: o Deus de Jesus como afirmação plena do humano. Paulinas, 1993
- Fim do Cristianismo pré-moderno. Paulus, 2003.
- Recuperar a criação: por uma religião humanizadora. Paulinas, 2003.
- Repensar a Ressureição: a diferença cristã na continuidade das religiões e da cultura. Paulinas, 2004.
- Recuperar a Salvação: por uma interpretação libertadora da experiência cristã. Paulus, 2005.
- Um Deus para hoje. Paulus, 2006.
- Autocompreensão cristã: diálogos das religiões. Paulinas, 2007.
- Esperança apesar do mal. Paulinas, 2007.
- O que queremos dizer quando dizemos inferno?. Paulus, 2008.
- Repensar a revelação: a revelação divina na realização humana.Paulinas, 2010.